# Erigone doenitzi
Erigone doenitzi är en spindelart som beskrevs av Embrik Strand 1918. Erigone doenitzi ingår i släktet Erigone och familjen täckvävarspindlar. Inga underarter finns listade i Catalogue of Life.